# Euprosopia piperata
Euprosopia piperata är en tvåvingeart som beskrevs av Mcalpine 1973. Euprosopia piperata ingår i släktet Euprosopia och familjen bredmunsflugor. Inga underarter finns listade i Catalogue of Life.